# Darley José Kummer
Darley José Kummer (Roca Sales, 12 de maio de 1967) é um prelado católico brasileiro, bispo auxiliar de Arquidiocese de Porto Alegre, sendo o bispo referencial para o Vicariato de Porto Alegre e da Dimensão Administrativa.

## Biografia
Filho de Inocêncio Alberto e Nila Kummer, padre Darley é o segundo dos quatro filhos do casal, ao lado de Wanderley, Sirley e Arley. Aos 14 anos iniciou no grupo de jovens, amigos com as quais até hoje mantém contato e encontra-se para troca de ideias e experiências. Aos dezesseis anos foi indicado para ser coordenador da Pastoral da Juventude, da área de Estrela, tempo que também relembra com saudades pelas reflexões, celebrações e organização juvenil.
Padre Darley ingressou no Seminário São José, de Gravataí, no curso propedêutico, em 1987. Cursou Licenciatura em Filosofia, na Faculdade Imaculada Conceição de Viamão, e no Seminário Maior de Viamão, concluiu sua formação em 1990. Os estudos de Teologia aconteceram no Centro de Estudos Teológico Dom Edmundo Kunz (Seminário Maior de Viamão), de 1991 a 1995. E a sua ordenação diaconal foi realizada em 6 de agosto de 1995, na paróquia Sagrado Coração de Jesus, em Alvorada.

## Vida presbiteral
O novo bispo auxiliar de Porto Alegre foi ordenado presbítero em 13 de janeiro de 1996, na paróquia São José (Roca Sales), com o lema: "Na unidade e diversidade de dons formar Comunidade" (Efésios 4, 1-14). Padre Darley foi vigário da paróquia São Vicente de Paulo (Cachoeirinha), de fevereiro a dezembro de 1996, e assessor arquidiocesano da Pastoral da Juventude, de janeiro de 1997 a dezembro de 2001.
Como pároco da Igreja Sagrado Coração de Jesus (Alvorada), atuou entre janeiro de 2002 e dezembro de 2005, como assistente do curso propedêutico, no Seminário São José, e diretor do Lar Sacerdotal, colaborou de 2006 a 2009. Em 2010 foi reitor do Seminário Menor São José (Gravataí), assistente do Ensino Médio e diretor do Lar Sacerdotal. Padre Darley também foi pároco da Igreja Imaculado Coração de Maria (Esteio), de 2011 a 2015, presidente do Fraterno Auxílio, de 2011 a 2013, e vigário episcopal, do Vicariato de Canoas, de 8 de agosto de 2015 a abril de 2019.
Foi ordenado bispo no dia 8 de junho de 2019 em Roca Sales, sendo o ordenante principal o Arcebispo de Porto Alegre, Dom Frei Jaime Spengler, sendo co-ordenantes os bispos Dom Aparecido Donizete de Souza, bispo-auxiliar de Porto Alegre e Dom Carlos Rômulo Gonçalves e Silva, bispo de Montenegro.

## Brasão episcopal

Brasão de Dom Darley.

O lema: Pela Graça de Deus, sou o que sou do latim Gratia autem Dei sum id quod sum, provém da (1Cor 15,10). 
O chapéu com cordas e doze borlas verdes, é símbolo de Cristo, Cabeça da Igreja, e dos Doze Apóstolos, a cuja missão o bispo encontra-se intimamente associado.
A Cruz Pastoral simboliza a centralidade do Mistério Pascal da Morte e Ressurreição de Cristo na vida de todos os cristãos batizados. 
O Bispo deverá lembrar-se sempre de Cristo, Bom Pastor, “que conhece as suas ovelhas e é por elas conhecidas e não hesita em dar a vida pelo rebanho” (rito de ordenação).
O Alfa e o Ômega, simbolizam o Evangelho, que no momento da Prece de Ordenação é colocado sobre a cabeça do novo Bispo, simboliza a sua missão específica de anunciar e ensinar a Palavra de Deus.
O lírio de São José, representa a família, berço de toda as vocações, despertar do chamado ao ministério da ordem.
As cores: o azul representa Maria, Mãe e intercessora dos cristãos. É também a cor das águas que fecundam nossas cidades; o vermelho representa o dom do Espírito Santo que é invocado sobre o novo Bispo para que tenha a plenitude do sacerdócio; o amarelo representa a luz do Senhor que ilumina o chamado e o envia para ser luz do mundo.
O Brasão em sua totalidade em forma de cálice, recorda que o Bispo deve ser “ uma oferenda agradável, pela mansidão e pureza de coração” (rito de ordenação). Convida-nos ainda a celebrarmos e a bebermos da fonte inesgotável da Eucaristia, que nos mantem unidos na Missão, rumo ao Reino definitivo. 
Escolhi o lema inspirado na certeza de que. sem a graça, Dom de Deus, nada sou. A graça nos plenifica na vida e no ministério episcopal.